# Khoidi
I Khoydi, detti anche Khoyd, Qoyid, Khoid o Khoit (mongolo: Хойт o Хойд; cinese: 辉特部; pinyin: huītèbù) sono una popolazione mongolica degli Oirati, di cui un tempo formavano una delle tribù più numerose.
Nel XIII secolo i Khoidi erano a tutti gli effetti Oirati. In seguito agli Oirati si unirono Choros, Torguud e Khoshuud. Insieme costituirono l'unione Dörben Oyirad.